# NGC 2423-3
NGC 2423-3 è una gigante rossa situata a 2498 anni luce nella costellazione della Poppa. La stella fa parte dell'ammasso aperto NGC 2423 (denominato NGC 2423-3). Questo corpo celeste ha una magnitudine apparente di 9, una magnitudine assoluta di 0, e una massa di 2,4 volte quella del sole. Nel 2007 è stato confermato un pianeta extrasolare orbitante intorno alla stella.

## Sistema planetario

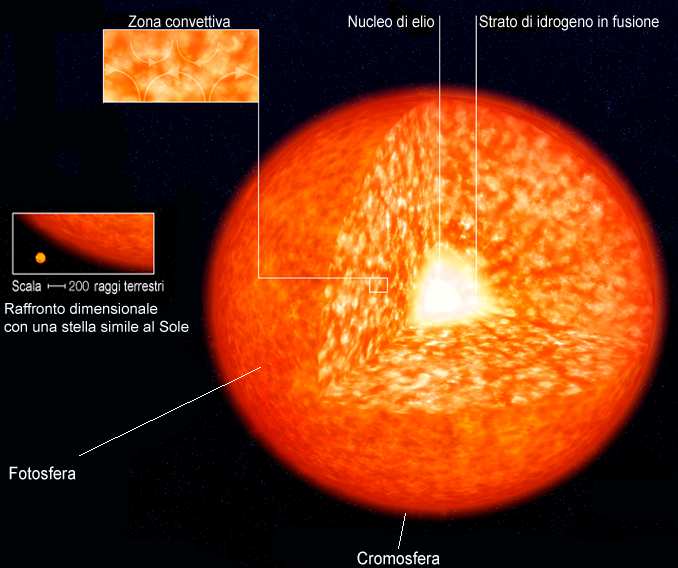
NGC 2423-3 è una stella di classe spettrale K-M III.

NGC 2423-3 b è un esopianeta 10,6 volte più massiccio di Giove, anche più di Pi Mensae b, che arriva a soli 10,3 MJ. Attualmente con i dati in possesso attraverso l'inclinazione orbitale è possibile stimare solo la massa minima, per cui molto probabilmente questo oggetto è una nana bruna. La sua eccentricità è circa la stessa di  Mercurio, ma meno di Plutone. 
Questo pianeta è stato scoperto da Chad Lovis e Michel Mayor nel luglio del 2007. Inoltre Lovis ed altri collaboratori hanno identificato nel marzo del 2006 tre pianeti con una massa molto simile a quella di Nettuno orbitare intorno alla stella HD 69830.
| Pianeta | Massa   | Periodo orb.       | Sem. maggiore | Eccentricità |
| ------- | ------- | ------------------ | ------------- | ------------ |
| b       | >10.6MJ | 714.3 ± 5.3 giorni | 2.10 UA       | 0.21 ± 0.07  |